# Sainte-Foy (Saona i Loara)
Sainte-Foy – miejscowość i gmina we Francji, w regionie Burgundia-Franche-Comté, w departamencie Saona i Loara.
Według danych na rok 1990 gminę zamieszkiwało 167 osób, a gęstość zaludnienia wynosiła 20 osób/km² (wśród 2044 gmin Burgundii Sainte-Foy plasuje się na 744. miejscu pod względem liczby ludności, natomiast pod względem powierzchni na miejscu 1026.).